# Leon Lai
Leon Lai-ming SBS · BBS · MH (nascido em 11 de dezembro de 1966), é um ator e cantor Cantopop de Hong Kong. Ele é um dos "Quatro Reis Celestiais" de Hong Kong. Ele usa o name artístico de "Li Ming" ou "Lai Ming", que significa literalmente "amanhecer".

## Início da vida
Lai nasceu em Pequim, China como Lai Chit (黎捷), inicialmente, mas optou por Lai Ming. Ele é de ascendência Hakka. Sua família era originária de Meixian. Seus pais se divorciaram quando ele tinha quatro anos. Ele migrou com seu pai chinês indonésio, Lai Xinsheng, para Hong Kong durante a Revolução Cultural na China. Na idade de 15, ele frequentou o Lewisham College no Reino Unido, mas voltou para Hong Kong aos 18 em 1984.

## Carreira

### Primeiros anos
Lai inicialmente trabalhou como vendedor para uma empresa de telefonia móvel. Depois de ser premiado com o segundo colocado no New Talent Singing prêmios de 1986, Lai recebeu treinamento vocal de Dai Si Zong (戴思聰)  No mesmo ano, ele assinou com a Capital Artists. Ele não lançou nenhum álbum por quatro anos. Como resultado, seu professor, Dai, providenciou para que ele assinasse um contrato com a Polygram, mais tarde conhecida como Universal Music.

### Música
Nos estágios iniciais de sua carreira, ele cantou principalmente Cantopop e Mandarim, mas devido à influência do produtor Mark Lui, ele expandiu seu repertório para incluir canções eletrônicas populares com videoclipes atraentes. Em 1990, ele ganhou seu primeiro prêmio Jade Solid Gold Top 10 de 1990 e prêmio RTHK das 10 músicas de ouro de 1990. Em seguida, ganhou o prêmio de "Cantor Masculino Mais Popular" em 1993 e 1995 para TVB Jade Solid Gold. Em 1996, ele colaborou com o compositor e produtor Steve Barakatt em seu álbum "Feel". Dois anos depois, em 1998, ele se tornou o primeiro cantor de Hong Kong a alcançar o Top 10 da parada de K-pop com a música "After Loving You".
Em 2002, ele foi escolhido para cantar "Charged Up", a música tema da Copa do Mundo FIFA de 2002 para a região da Grande China. Em 2004, ele se tornou o primeiro cantor de Hong Kong a representar o território no primeiro Asia Song Festival realizado na Coreia do Sul.
Lai foi escolhida para ser a embaixadora dos 6º Jogos Asiáticos de Inverno a serem realizados em Changchun em 2007. Ele cantou a música tema dos Jogos e participou do revezamento da tocha. Ele então se juntou a Michael Wong e Janice Vidal e realizou um show de caridade "Magic Live" de três dias no Star Hall, Hong Kong, de 9 a 11 de novembro de 2008.

#### Duetos
Além de ser um artista solo, Lai tem colaborado com outros artistas. Algumas de suas colaborações mais conhecidas são "Love Until the End" e "A Happy Family" com Vivian Chow, "Really Wish to Be Like This Forever" e "It's Still You" com Priscilla Chan, "Song of the Star" com Alan Tam, "Never Give Up" com Jacky Cheung, "Por que eu te deixei ir?" com Janice Vidal.

### Fundador da companhia e cantor
Em 2004, Lai formou uma nova produtora de discos, "A Music", East Asia Record Production Company Limited, com Peter Lam. O primeiro álbum produzido pela empresa, "Dawn" foi lançado em setembro daquele ano. O álbum, "Dawn", foi lançado com promoção mínima, pois Lai foi para a China Continental para uma filmagem no dia do lançamento do álbum.
Em 2005, Lai convidou o produtor musical taiwanês Jonathan Lee para produzir seu novo álbum do Mandarim, "A Story". No entanto, ao fazer isso, ele teve que desistir da oportunidade de um papel principal em um filme de grande orçamento de Taiwan "Gui Si" devido a conflitos em suas agendas.
Ele retornou ao Coliseu de Hong Kong em 13 de abril de 2007 para se apresentar em sua única noite, Leon 4 in Love Concert, onde executou não apenas seus próprios sucessos, mas também os de outros três reis celestiais. Ele executou um total de 18 canções, todas recentemente arranjadas por Mark Lui. Ele posteriormente lançou um álbum intitulado "4 in Love" em 3 de maio de 2007, compreendendo 16 das 18 canções que ele havia tocado no show.
Em 2004, Paciwood co-investiu com o Esun Group para desenvolver uma gravadora de música, East Asia Record Production Limited, com o selo musical Amusic.

### Carreira de ator
Após o New Talent Singing prêmios, ele teve algumas oportunidades de estrelar algumas séries de TV. Em uma ocasião, ele foi para a filmagem de uma série romântica intitulada, Fengyun Era, em Taiwan. Havia um grande contraste de altura entre Lai e a popular atriz principal, que tem apenas 160 anos cm de altura. A atriz então exigiu que Lai se agachasse durante as filmagens, para compensar as diferenças de altura. Lai teve que atuar em todas as cenas com a atriz enquanto se agachava, mas ele teve que aguentar porque não era popular na época. Pouco tempo depois, sua nova série para a TVB, The Breaking Point, acabou sendo um grande sucesso e o impulsionou para a fama generalizada em Hong Kong e Taiwan.
Em 1996, Lai foi nameado para o prêmio de Melhor Ator no 16º Hong Kong Film prêmios pelo filme Comrades: Quase uma História de Amor. No ano seguinte, em 1997, ganhou o prêmio de Melhor Canção Original pelo filme Eighteen Springs no Golden Horse Film Festival e no Hong Kong Film prêmios. Ele foi novamente indicado para o prêmio de Melhor Ator e Melhor Canção de Filme Original pelo filme City of Glass em 1999, mas só ganhou o prêmio por este último, que dividiu com Albert Leung e Dick Lee.
Lai foi chamado por Ang Lee para atuar como Li Mu Bai no filme Crouching Tiger, Hidden Dragon, mas ele teve que recusar a oferta porque tinha um contrato de publicidade e um show ao vivo prestes a começar, o que não combinaria com sua aparência de cabeça raspada conforme necessário para a função.
Ele colaborou com Cecilia Cheung em 2001 pela primeira vez no filme de comédia romântica dirigido por Wong Jing, Everyday Is Valentine. No filme, Lai interpretou um mentiroso em série.
Em 2002, Lai ganhou destaque no Golden Horse prêmios, a versão em chinês do Oscar em Taiwan. Ele ganhou o prêmio de Melhor Ator por Três: Going Home. Lai desempenhou um papel menor como Superintendente Yeung Kam Wing em Infernal Affairs III em 2003. Em 2004, ele estrelou com Faye Wong o filme romântico Leaving Me, Loving You, cuja história ele co-escreveu com Wilson Yip e também foi o controlador de criação/produção do filme. No entanto, o filme foi um fracasso, pois arrecadou HK$ 10.529.501 nas bilheterias. Ainda nesse mesmo ano ocupava o 8º lugar na lista China Celebrity 100 divulgada pela edição chinesa da Forbes.
Em 2005, Lai atuou como um dos sete guerreiros no filme wuxia dirigido por Tsui Hark, Seven Swords. No mesmo ano, no filme Moonlight in Tokyo, ele interpretou um chinês com problemas de desenvolvimento que finge ser um gigolô coreano no Japão.
Em 2006, Lai estrelou ao lado de Fan Bingbing e Rene Liu em um filme de amor e terror intitulado O Matrimônio, no qual interpretou o cineasta Shen Junchu, o interesse amoroso de Manli e Sansan. JunChu foi pressionado a se casar com Sansan após a morte prematura de seu verdadeiro amor, Manli, em um acidente. O filme foi lançado em 8 de fevereiro de 2007.
Em 2007, Lai estrelou ao lado de Kelly Chen, Donnie Yen e Guo Xiaodong no filme de Ching Siu-tung "An Empress and the Warriors". Ele atuou como um curandeiro da floresta que tem um relacionamento romântico com uma princesa. Lai e Kelly Chen cantaram a música tema, "Fly With Your Dreams", escrita por Albert Leung e composta por Mark Lui.
Ele foi treinado na Ópera de Pequim para interpretar o papel principal como Méi Lánfāng no filme biográfico Forever Enthralled, dirigido por Chen Kaige. Ele dirigiu o videoclipe do filme em que ele e Zhang Ziyi cantaram a música tema, "You Understand My Love". Pela primeira vez em sua carreira, Lai interpretou o papel de um mendigo no filme dirigido por Peter Chan, Guarda-costas e Assassinos. Por seu sucesso, uma figura de cera de Lai foi revelada no Madame Tussauds Hong Kong.

## Vida pessoal
Lai já teve um relacionamento com a atriz Shu Qi em 1997, mas eles se separaram em 2004.
Em 2008, Lai casou-se secretamente com a modelo Gaile Lok em Las Vegas, no Wynn Hotel, com seu empresário e assistente atuando como testemunhas. Em 3 de outubro de 2012, o casal anunciou o fim de seu casamento de quatro anos. A declaração conjunta deles declarou que havia "diferentes filosofias na vida" que causaram o divórcio.
Em 2017, Lai formou um relacionamento com seu assistente de gravadora e posteriormente gerente de vendas, Chan Wing-yee (陳泳儀), que é 19 anos mais novo e também divorciado. Em 22 de abril de 2018, Chan deu à luz sua filha.

### Incidente do hino comercial
Em 2000, a música de Lai All Day Love (全日愛) o colocou em apuros com as autoridades chinesas por desenhar trechos do Hino Nacional Chinês, Marcha dos Voluntários. A música inicial foi acusada de plágio do hino. Lai foi advertido contra o uso da música para fins comerciais.

## Discografia
(# Tradução literal em inglês)
| Ano  | Título                                      | Título original      | Gravadora                     |
| ---- | ------------------------------------------- | -------------------- | ----------------------------- |
| 2011 | X U                                         |                      | Amusic                        |
| 2010 | Leon Lai New + Best Selections: Fireworks   | 烟火                 | Amusic                        |
| 2008 | It's Me                                     | 是我                 | Amusic                        |
| 2007 | 4 in Love                                   |                      | Amusic                        |
| 2006 | Looking                                     |                      | Amusic                        |
| 2005 | Long Lasting Love#                          | 長情                 | Amusic                        |
| 2005 | A Story                                     | 一个故事             | Amusic                        |
| 2005 | Love & Promises (2004/2005 Special Edition) | 愛與承諾#            | Amusic                        |
| 2004 | Leon Dawn                                   |                      | Amusic                        |
| 2004 | Leaving Me Loving You OST                   | 大城小事原聲大碟     | Amusic                        |
| 2002 | Homework                                    |                      | Sony Music Entertainment (HK) |
| 2002 | Leon Charged Up                             | 2002世界盃衝鋒陷陣   | Sony Music Entertainment (HK) |
| 2001 | The Red Shoes                               | 紅鞋                 | Sony Music Entertainment (HK) |
| 2001 | Hey                                         | 喜                   | Sony Music Entertainment (HK) |
| 2001 | The Red Shoes...Evolution                   | 紅鞋...進化#         | Sony Music Entertainment (HK) |
| 2000 | Beijing Station                             | 北京站               | Sony Music Entertainment (HK) |
| 2000 | You Are My Friend (Korean Version)          |                      | Sony Music Entertainment (HK) |
| 2000 | Hot & Cool (Japanese Version)               |                      | Sony Music Entertainment (HK) |
| 2000 | Leon Club Sandwich                          |                      | Sony Music Entertainment (HK) |
| 1999 | Eyes Want to Travel#                        | 眼睛想旅行           | Sony Music Entertainment (HK) |
| 1999 | Leon Now                                    |                      | Sony Music Entertainment (HK) |
| 1999 | Never Ever (Korean Version)                 |                      | Sony Music Entertainment (HK) |
| 1999 | None But Me                                 | 非我莫屬             | Sony Music Entertainment (HK) |
| 1999 | Leon Now (Korean Version)                   |                      | Sony Music Entertainment (HK) |
| 1998 | I Love You Like This                        | 我這樣愛你           | Sony Music Entertainment (HK) |
| 1998 | City of Glass OST                           | 玻璃之城電影原聲大碟 | Sony Music Entertainment (HK) |
| 1998 | If I Can See You Again                      | 如果可以再見你       | Sony Music Entertainment (HK) |
| 1998 | If I Can See You Again (Japanese Version)   | 如果可以再見你       | Sony Music Entertainment (HK) |
| 1998 | Korean Soundtrack                           |                      | Sony Music Entertainment (HK) |
| 1998 | City of Glass OST (Korean Version)          | 玻璃之城電影原聲大碟 | Sony Music Entertainment (HK) |
| 1998 | If I Can See You Again (Korean Version)     | 如果可以再見你       | Sony Music Entertainment (HK) |
| 1998 | Longing                                     | 嚮往                 | Polygram (HK)                 |
| 1997 | If                                          | 假如#                | Polygram (HK)                 |
| 1997 | Disagreement of Words and Thoughts          | 口不對心             | Polygram (HK)                 |
| 1997 | DNA Gone Wrong                              | DNA出錯              | Polygram (HK)                 |
| 1997 | I Love You So Much (Korean Version)         | 我這樣愛你           | Polygram (HK)                 |
| 1997 | The World of Leon Lai (Korean Version)      |                      | Polygram (HK)                 |
| 1997 | Leons                                       |                      | Polygram (HK)                 |
| 1997 | Leon Sound                                  |                      | Polygram (HK)                 |
| 1996 | Perhaps                                     |                      | Polygram (HK)                 |
| 1996 | Why Aren't You My Future                    | 為何你不是我的未來   | Polygram (HK)                 |
| 1996 | Feel                                        | 感應                 | Polygram (HK)                 |
| 1995 | Great Passion Between Sky and Earth         | 天地豪情             | Polygram (HK)                 |
| 1995 | Dream Chase                                 | 夢.追蹤              | Polygram (HK)                 |
| 1995 | Love is Hard to Get                         | 愛難求               | Polygram (HK)                 |
| 1994 | Love Between Sky and Earth                  | 天地情緣             | Polygram (HK)                 |
| 1994 | Stay For Me                                 | 為我停留             | Polygram (HK)                 |
| 1994 | My True Heart is Presented to You           | 我的真心獻給你       | Polygram (HK)                 |
| 1994 | Destined Love + Compilation                 | 情緣                 | Polygram (HK)                 |
| 1994 | Red Hot Fire Dance                          | 火舞艷陽             | Polygram (HK)                 |
| 1993 | My Other Half                               | 我的另一半           | Polygram (HK)                 |
| 1993 | Summer of Love                              | 夏日傾情             | Polygram (HK)                 |
| 1993 | Autumn Dawn                                 | 深秋的黎明           | Polygram (HK)                 |
| 1993 | Chateau de Reve                             | 夢幻古堡             | Polygram (HK)                 |
| 1992 | Hope We Are Not Just Friends                | 但願不只是朋友       | Polygram (HK)                 |
| 1992 | Accumulating All My Love                    | 堆積情感             | Polygram (HK)                 |
| 1992 | The Most Charming Person Compilation        | 傾城之最             | Polygram (HK)                 |
| 1992 | I Love You, OK?                             |                      | Polygram (HK)                 |
| 1991 | Just Wanna Be Close to You                  | 親近你               | Polygram (HK)                 |
| 1991 | Its Love. Its Destiny                       | 是愛是緣             | Polygram (HK)                 |
| 1991 | Personal Feeling                            | 我的感覺             | Polygram (HK)                 |
| 1991 | Will You Come Tonight                       | 今夜你會不會來       | Polygram (HK)                 |
| 1990 | Meet in Rain                                | 相逢在雨中           | Polygram (HK)                 |
| 1990 | Leon                                        |                      | Polygram (HK)                 |

## Filmografia
| Ano  | Título                                  | Título original   | Papel                    | Notas |
| ---- | --------------------------------------- | ----------------- | ------------------------ | --- |
| 2019 | Old Men                                 |                   |                          | |
| 2018 | Wine War                                | 搶紅              | Wei-li                   | |
| 2016 | The Choice: A Story of the Old Shanghai |                   |                          | |
| 2016 | Night Peacock                           | 夜孔雀            |                          | |
| 2016 | The Guest                               | 不速之客          |                          | |
| 2016 | The Secret                              | 消失愛人          |                          | |
| 2015 | Lady of the Dynasty                     | 王朝的女人·杨贵妃 | Emperor Xuanzong of Tang | |
| 2013 | One Night Surprise                      | 一夜惊喜          | Tigre                    | |
| 2011 | White Vengeance                         | 鴻門宴            | Lau Bong                 | |
| 2010 | Frozen                                  | 為你鍾情          | Cheung Wai-kit           | |
| 2010 | Fire of Conscience                      | 火龍              |                          | |
| 2009 | The Magic Aster                         |                   |                          | |
| 2009 | The Founding of a Republic              | 建國大業          | Cai Tingkai              | |
| 2009 | Bodyguards and Assassins                | 十月圍城          | Liu Yubai                | |
| 2008 | Forever Enthralled                      | 梅蘭芳            | Mei Lanfang              | |
| 2008 | An Empress and the Warriors             | 江山美人          | Dun Lan Fong             | |
| 2007 | The Matrimony                           | 心中有鬼          | Shen Junchu              | |
| 2006 | A Melody Looking                        | 緣邀知音]         | Leon                     | |
| 2005 | Moonlight in Tokyo                      | 情義我心知        | Li Tze-Jun               | |
| 2005 | Seven Swords                            | 七劍              | Yang Yuncong             | |
| 2004 | Leaving Me, Loving You                  | 大城小事          | Chow Chang/Zhou Qian     | Won - Festival de Cinema de Changchun de Melhor Ator                                                                           |
| 2003 | Infernal Affairs III                    | 無間道            | Yeung Kam-wing           | |
| 2003 | Golden Chicken 2                        | 金雞2             | Doctor Chow Man Kwong    | |
| 2003 | Heroic Duo                              | 雙雄              | Jack Lai                 | HK$8,453,877 |
| 2002 | Three                                   | 三更              | Yu Fai                   | Ganhou o Golden Horse Award de Melhor Ator Principal Nomeado Hong Kong Film Award Nomeado Golden Bauhinia Award de Melhor Ator |
| 2001 | Bullets of Love                         | 不死情謎          | Sam                      | |
| 2001 | Everyday Is Valentine                   | 情迷大話王        | OK Lai                   | |
| 2001 | Dream of a Warrior                      | 天士梦            | Song Chen                | |
| 2000 | Skyline Cruisers                        | 神偷次世代        | Mac                      | |
| 2000 | Sausalito                               | 一見鍾情          | Mike                     | |
| 1998 | A Hero Never Dies                       | 真心英雄          | Jack                     | |
| 1998 | City of Glass                           | 玻璃之城          | Hui Kong Shen            | Ganhou o Golden Horse prêmio de Melhor Ator Principal Nomeado Hong Kong Film Award de Melhor Ator                              |
| 1998 | Love Generation Hong Kong               | 新戀愛世紀        | Bill                     | |
| 1997 | God of Gamblers 3: The Early Stage      | 賭神3之少年賭神   | Ko Chun                  | |
| 1997 | Killing Me Tenderly                     | 愛你愛到殺死你    | Lai Su-Kan               | |
| 1997 | Eighteen Springs                        | 半生緣            | Chen Shijun              | |
| 1996 | Comrades: Almost a Love Story           | 甜蜜蜜            | Lai Siu Kwan             | Nomeado Hong Kong Film Award de Melhor Ator                                                                                    |
| 1995 | Fallen Angels                           | 墮落天使          | Wong Chiming             | |
| 1994 | Love and the City                       | 都市情緣          | Liang Zhi-wu             | |
| 1994 | Run                                     | 仙人掌            | Lam Man-fai              | |
| 1993 | City Hunter                             | 城市獵人          | Kôtetsu/Gundam           | |
| 1992 | The Sword of Many Loves                 | 飛狐外傳          | Wu Fei                   | |
| 1992 | Gun n' Rose                             | 龍騰四海          | Siu Lam                  | |
| 1992 | The Magic Touch                         | 神算              | Yau Ho-Kay               | |
| 1992 | The Wicked City                         | 妖獸都市          | Renzaburô Taki (dragon)  | |
| 1992 | With or Without You                     | 明月照尖東        | Ming                     | |
| 1992 | Shogun and Little Kitchen               | 伙頭福星          | Lam Fung                 | |
| 1991 | Fun & Fury                              | 痴情快婿          | Wai Hon                  | |
| 1991 | The Banquet                             | 豪門夜宴          | Cook                     | |
| 1991 | Fruit Punch                             | Yes一族           | Ming                     | |
| 1989 | Four Loves                              | 四千金            | Dongni                   | |
| 1989 | Hearts, No Flowers                      | 少女心            |                          | |
| 1989 | Missing Man                             | 都市獵人          | Simon                    | |
| 1987 | Mr. Handsome                            | 美男子            | Johnny                   | |

### Séries de televisão
| Ano  | Título                  | Título original      |
| ---- | ----------------------- | -------------------- |
| 2018 | Ever Night              | 将夜                 |
| 1994 | Class of Distinction    | 阿SIR早晨            |
| 1993 | The Legendary Ranger    | 原振俠               |
| 1991 | The Breaking Point      | 今生無悔             |
| 1991 | Challenge of Life       | 人在邊緣             |
| 1990 | Cherished Moments       | 回到未嫁時(挑戰未來) |
| 1989 | Song Bird               | 天涯歌女             |
| 1989 | Chun Mun Kong Chuen Kei | 晋文公傳奇           |
| 1989 | Period of Glory         | 風雲時代             |
| 1988 | Bing Kuen               | 兵權                 |
| 1988 | Yankee Boy              | 回到唐山             |
| 1987 | A Friend in Need        | 飛越霓裳             |
| 1986 | Foundlings Progress     | 男兒本色             |